# FC 슬라비야 마지르
FC 슬라비야 마지르(벨라루스어: Футбольны Клуб Славія-Мазыр)는 마지르를 연고로 하는 벨라루스의 축구 클럽이다. 현재는 벨라루스 프리미어리그에 참가하고 있다.

## 성적
- 벨라루스 프리미어리그 우승 2회 (1996, 2000), 준우승 2회 (1995, 1999)
- 벨라루스컵 우승 2회 (1995-96, 1999-2000), 준우승 2회 (1998-99, 2000-01)

## 선수 명단

### 현역
- 블라디슬라프 폴로즈 (2020 ~ )
- 안톤 아멜첸코 (2023 ~ )
- 크리스티안 드로스 (2021 ~ )